# Josef Váchal

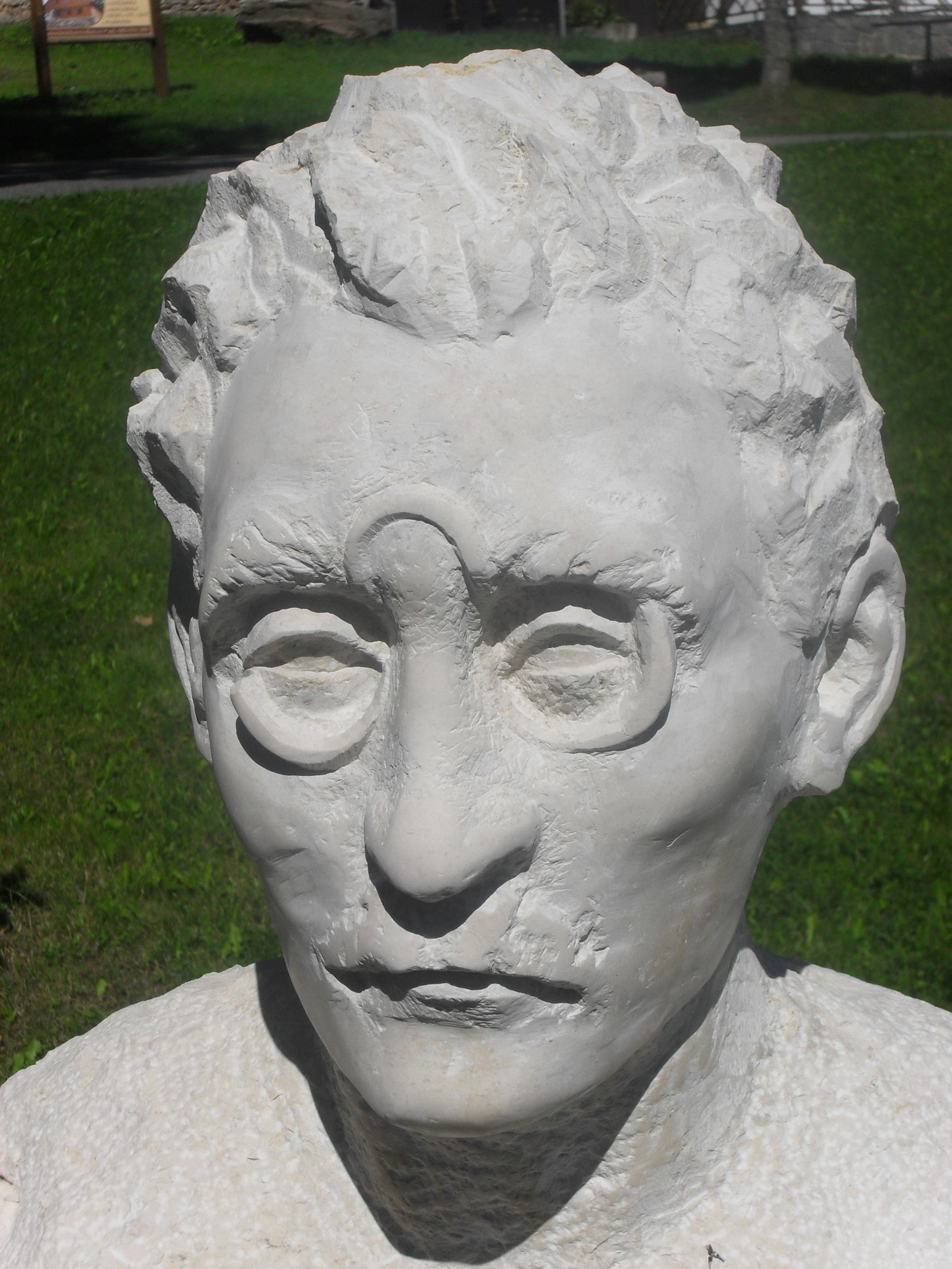
Popiersie (Prášily)

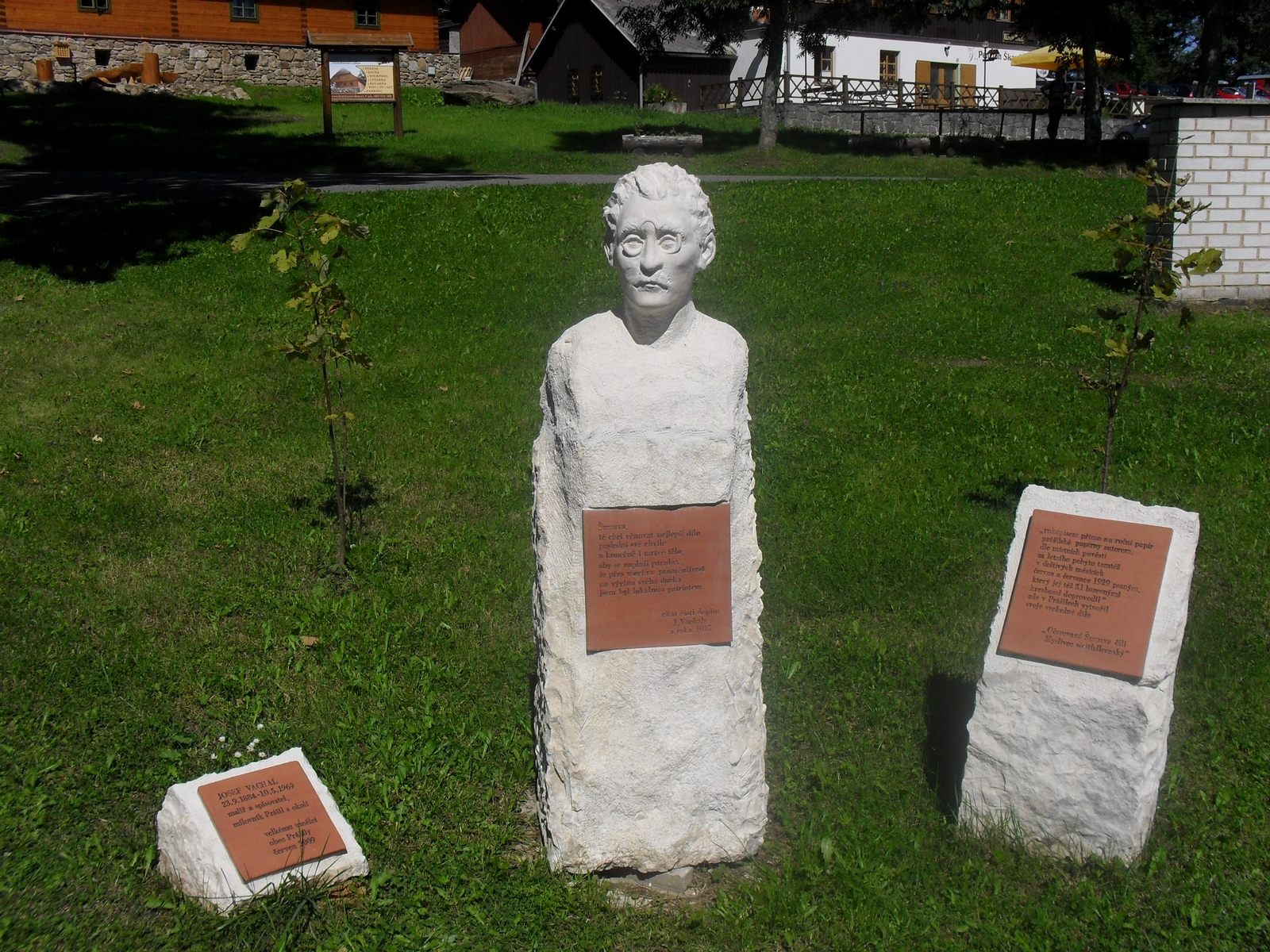
Dziennik

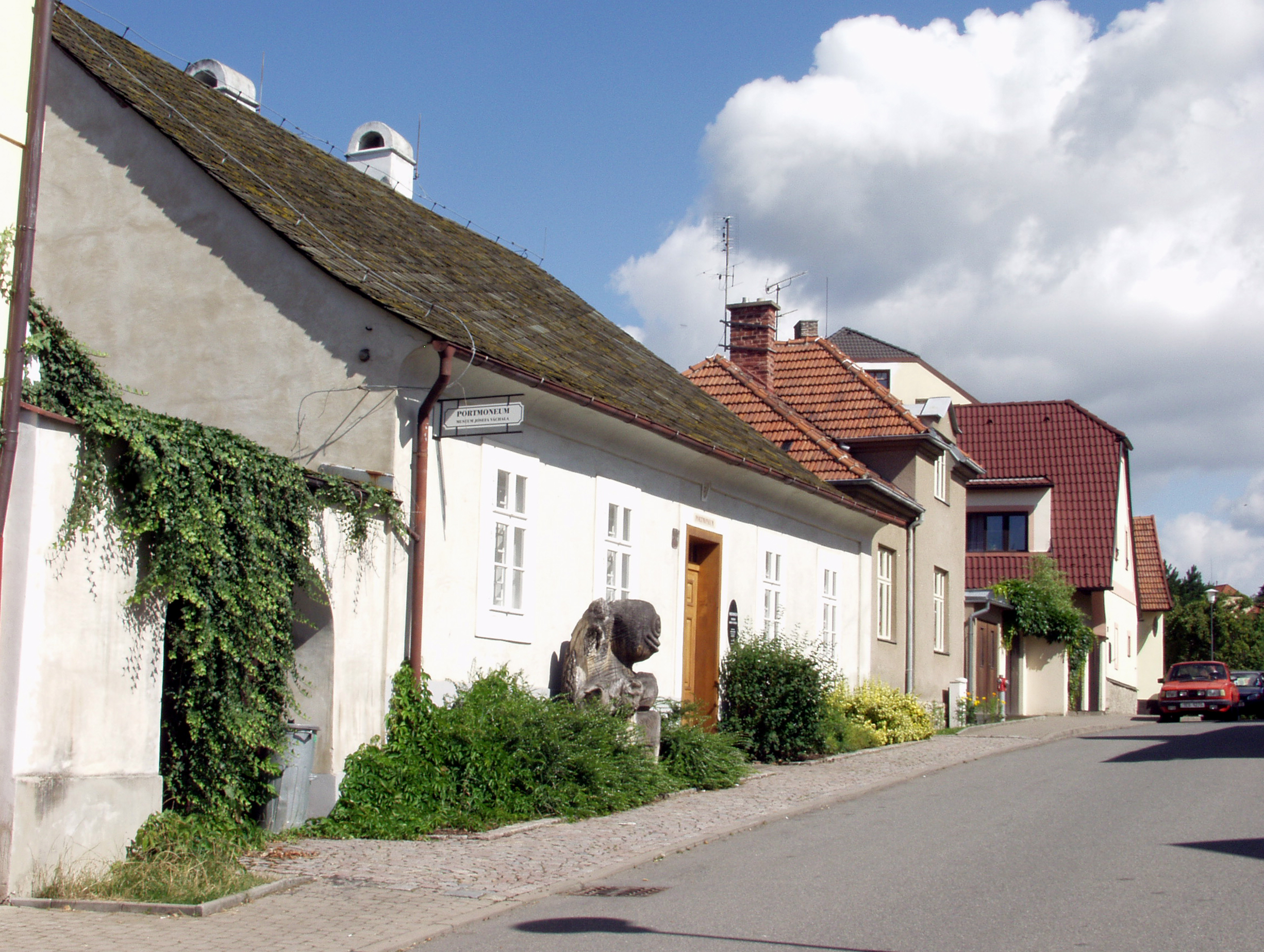
Portmoneum – Litomyšl

Josef Váchal (ur. 23 września 1884 w Milavče, zm. 10 maja 1969 w Studeňany) – czeski grafik, rzeźbiarz, malarz i ilustrator, tworzący m.in. w stylu secesji, ale charakteryzujący się własnym, ekspresyjnym i unikalnym sposobem malowania. Główna część jego twórczości przypadła na okres Pierwszej Republiki, natomiast po II wojnie światowej był pomijany i popadał w problemy bytowe. Za jego najważniejsze dzieła uważa się Krvavý román i ilustracje do książki Hrad smrti.

## Życiorys
Váchal urodził się w rodzinie nie będącej małżeństwem. Ojcem był Josef Šimon Aleš-Lyžec, bratanek Mikoláša Aleša, malarza i grafika, matką – Anna Váchalová (1862–1939). Dobytek rodziców w rodzinnej wiosce został zlicytowany. Matka udała się do Pragi na służbę. Przez dwa lata mały Josef wychowywany był przez babcię i stryja w Velvarach, niedaleko Pragi. Matka wyszła w Pradze za szewca Karla Hlaváčka, który utrudniał jej kontakty z małym Josefem. Po dwóch latach w Velvarach, dzieckiem zaopiekowali się rodzice ojca – Jan i Jana Alešowie, którzy mieszkali w Písku. To właśnie tutaj uformowała się artystyczna dusza i poglądy Josefa, a także miłość do przyrody, w szczególności psów. W Písku ukończył szkołę podstawową, ale już gimnazjum przerwał. Zaczął natomiast pasjami czytać książki.
W 1898 udał się do Pragi na 4-letnie terminowanie do znanej wtedy księgarni Waitzmanna. W 1902 skończył naukę, jako księgarz. Opuścił Pragę i udał się do Białej pod Bezdězem. Tam spisywał dziennik i uczył się malować w technice olejnej. Następnie powrócił do Pragi, gdzie stryj Aleš skierował go do malarskiej i graficznej szkoły Aloisa Kalvody (okres 1 października 1904 – 1 czerwca 1905). Ilustrował wtedy intensywnie książki i malował pocztówki.
W 1910 był współzałożycielem grupy artystycznej Sursum. Na początku XX wieku Váchal był w stałym kontakcie z przedstawicielami katolickiej moderny artystycznej, ale z czasem porzucił te zainteresowania na rzecz modnego wówczas okultyzmu. W 1916 zmobilizowano go do armii – brał aktywny udział w walkach na frontach I wojny światowej, co wywarło na niego duży wpływ.
Váchal prezentował specyficzną, ekspresjonistyczną wizję świata, ocierającą się o prymitywizm. W grafice szukał nowych dróg, m.in. eksperymentował z kolorowym drzeworytem. Wytwarzał własne książki metodą rękodzielniczą. Umieszczał w nich swoje drzeworyty, sam je drukował i składał. Często nakład takich pozycji wynosił kilkanaście sztuk. W ten sposób wyszły np. Krvavý román, Šumava umírající a romantická i Receptář barevného dřevotisku. Książki te są wybitnymi zabytkami czeskiej grafiki XX wieku.
Po nastaniu reżimu komunistycznego w Czechosłowacji twórca popadł w artystyczną izolację i niemoc. Żył w zapomnieniu w dawnym majątku przyjaciółki Anny Mackovéj w Studeňanach, który pozostawał pod zarządem stacji traktorowej miejscowego JZD. Krótkotrwała odwilż w 1968 nie przyniosła artyście żadnych zmian. Został jedynie odznaczony orderem Zasłużonego Artysty, a wkrótce potem zmarł. Pochowano go na cmentarzu w Radimie.
Artystę ponownie odkryto dopiero po 1989. W 1993 wydawnictwo Paseka im. Josefa Váchala, otworzyło w Litomyšli muzeum twórcy w budynku Portmoneum, gdzie istnieją naścienne malunki artysty.

## Dzieła
- Pláň astrální – Spiritistická sedánka (1906)
- Pláň elementální – Pláň vášní a pudů (1907)
- Magie (1909)
- Z rituálu toledských heretiků listy některé o příchodu Páně jednající (1911)
- Vzývači ďábla (1911–1920)
- Josefa Váchala nový kalendář tolerancý na rok 1923 (1922)
- Ďáblova zahrádka aneb Přírodopis strašidel (1924)
- Krvavý román (1924, sfilmowany w 1993, na domu nr 127 przy rynku w Litomyšli znajduje się kilkanaście sgraffito ilustrujących dzieło[1])
- Koruna bludařstva to jest Postyla kacířská (1926)
- Mor v Korčule (1927)
- Malíř na frontě (1929)
- Šumava umírající a romantická (1931)
- Orbis pictus aneb Doplňky k Jana Amosa Komenského Světu v obrazech (1932)
- Receptář barevného dřevotisku (1934)